# دارين كوينتون
دارين كوينتون (بالإنجليزية: Darren Quinton)‏ (28 أبريل 1986 في المملكة المتحدة - ) هو لاعب كرة قدم بريطاني في مركز الوسط. لعب مع كامبريدج يونايتد وبرينتري تاون وسانت ألبانز سيتي وويلينج يونايتد.

## وصلات خارجية
- دارين كوينتون على موقع قاعدة بيانات كرة القدم.إي يو (الإنجليزية)
- دارين كوينتون على موقع Soccerbase.com (لاعب) (الإنجليزية)